# Lyell (cráter marciano)

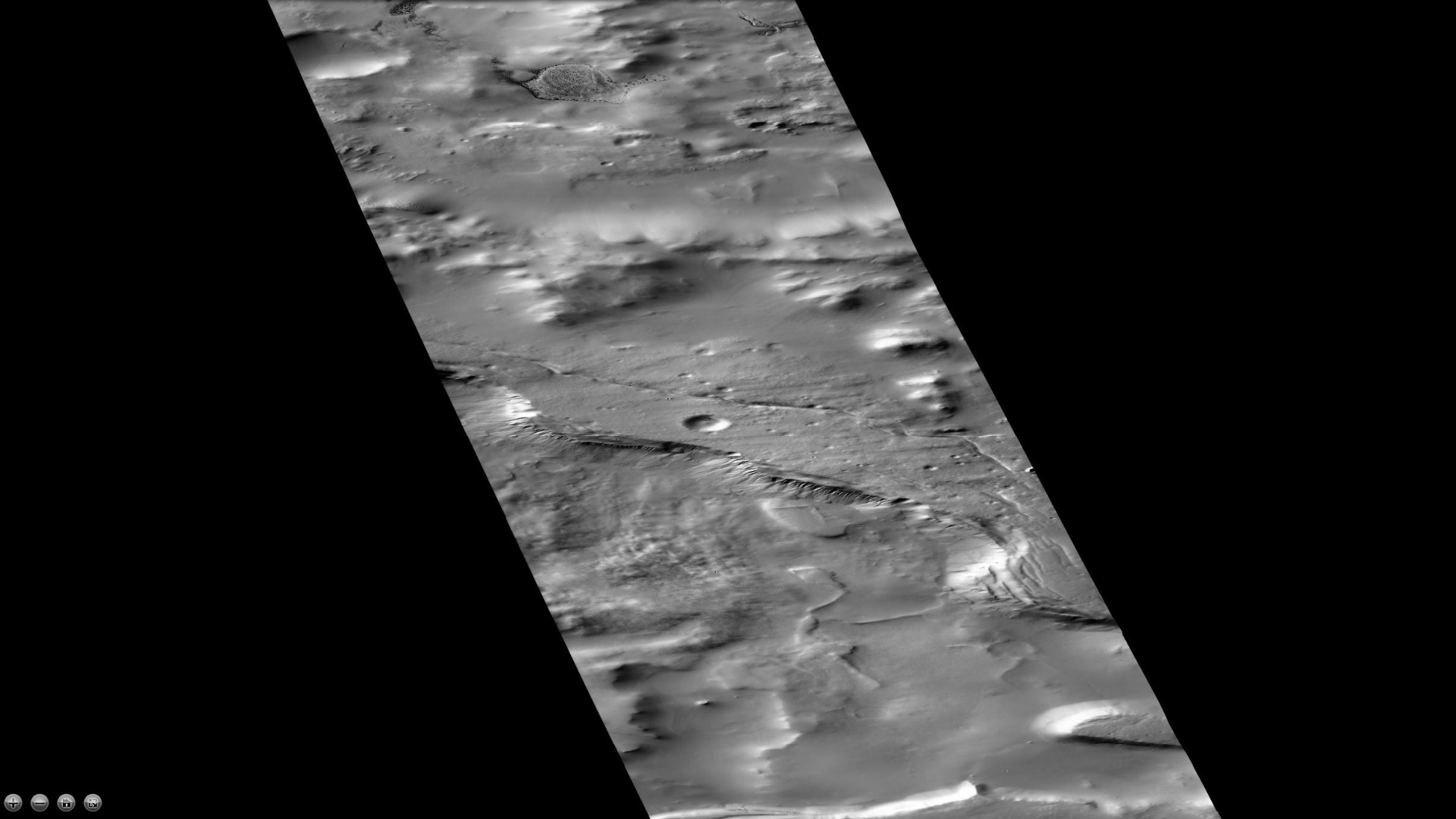
Cráter Lyell (imagen CTX a bordo del Mars Reconnaissance Orbiter)

Lyell es un cráter de impacto situado en el cuadrángulo Mare Australe de Marte, localizado en las coordenadas 70.1° Sur de latitud y 15.6° Oeste de longitud.Tiene 131 km de diámetro, y debe su nombre al geólogo británico Charles Lyell (1797-1875). La designación fue aprobada en 1973 por la Unión Astronómica Internacional.

## Presencia de hielo
| Cauces en Lyell (ampliación de la vista general) | Deshielo en Lyell. Las áreas oscuras corresponden a los lugares donde la helada ha desaparecido. |

La imagen principal fue tomada en la primavera marciana, cuando la temperatura aumentaba.  Durante el invierno se acumula mucho hielo, y cuando la temperatura asciende, el hielo se sublima en la tenue atmósfera, dejando marcas oscuras sobre el terreno.
El cráter Lyell incluye numerosas marcas oscuras, con cauces superficiales denominados "gullies".